# 2 Warszawski Pułk Artylerii Lekkiej
2 Warszawski Pułk Artylerii Lekkiej (2 pal) – oddział artylerii lekkiej Wojska Polskiego we Francji.
Pułk był formowany od 2 lutego 1940 w miejscowości Thenezay, w gminie Parthenay. Oddział był organiczną jednostką artylerii 2 Dywizji Strzelców Pieszych, w ramach której odbył kampanię francuską 1940.

## Formowanie i organizacja pułku
31 stycznia 1940 roku rozkazem dowódcy 2 Dywizji Piechoty z Dywizyjnego Ośrodka Artylerii rozpoczęto formowanie 2 pułku artylerii lekkiej. Miejscem formowania pułku była miejscowość Thenezay w rejonie Parthenay. Od 6 lutego rozpoczęto tworzenie również 10 baterii artylerii przeciwpancernej podporządkowanej organizacyjnie pułkowi >. W tworzonym pułku oficerowie wywodzili się niemal w całości z Polski, większość podoficerów również, natomiast 25% szeregowych spośród ochotników przybyłych z kraju. Pozostali wywodzili się z poborowych z Polonii zamieszkałej we Francji i Belgii. 18 lutego 1940 na stacji kolejowej La Ferierre odebrane zostały 75 mm armaty wz. 1897, przodki i jaszcze. „Działa miały wybite na lufach roczniki 1914, a jedno najmłodsze, które przypadło 4 baterii, było z roku 1916. Lufy nadżarte rdzą. Jaszcze amunicyjne po załadowaniu pocisku z reguły nie zamykały się. Dziury w przodkach były zaklejone tekturą i zamalowane zieloną i żółtą farbą. Ciągników ani koni lub innego środka pociągowego, który by przewiózł armaty do Thenezay, nie było. (...) Rozochoceni kanonierzy na wyścigi pchali skompletowane działony. (...) Po przybyciu na kwatery odbył się chrzest armat. Działon pierwszy otrzymał dla swej armaty (...) imię „Danusia”, dla działonu drugiego przypadła „Łucja”, dla działonu trzeciego „Wita”, a dla działonu czwartego „Maria”. (...) Po paru dniach armaty błyszczały czystością, a wymalowane czerwoną farbą na tarczach osłonowych imiona prezentowały się świetnie i dodawały uroku.”. 27 lutego w Thenezay 2 pułk artylerii lekkiej wizytował Naczelny Wódz gen. Władysław Sikorski. 20 marca z uwagi na nieodpowiednie warunki zakwaterowania I dywizjon został przeniesiony do miejscowości Villeneuve-les- Mousses-Chau la Foret. Dalsze dostawy armat odbywało się bateriami od 22 marca do końca kwietnia 1940 roku. Na przełomie marca i kwietnia zaczęło do pułku docierać uzbrojenie strzeleckie i wyposażenie, ale bez koni, co uniemożliwiło szkolenie jezdnych i zgrywanie zaprzęgów. Z uwagi na brak sprzętu łączności w tym kabla, szkolenie żołnierzy łącznościowców pułku prowadzone było w Coëtquidan w okresie od 1 kwietnia do 12 maja. Pod koniec marca do pułku przybyły nowe samochody dla baterii ogniowych. W dniu 7 maja pułk otrzymał fabrycznie nowe samochody dla kolumn amunicyjnych. Natomiast konie pociągowe dla pułku zaczęły nadchodzić od 18 maja 1940 roku. Pułk odbył strzelania bojowe 19, 21 i 23 maja. W okresie 25-27 maja pułk załadowano na transport kolejowy na stacji Airvault i przegrupowano do strefy frontowej.  W dniach 27-29 2 pal osiągnął rejon Colombey-les-Belles. Przed odejściem pułku do strefy frontowej pułk otrzymał pełną nazwę "2 Warszawski Pułk Artylerii Lekkiej". Po przewiezieniu do strefy frontowej w miejsce pułków 1 Dywizji Grenadierów, pułk przystąpił do intensywnych ćwiczeń, w tym do zgrywania zaprzęgów i działań manewrowych. 2 Warszawski pal nie otrzymał etatowej broni strzeleckiej w strefie frontowej posiadał na uzbrojeniu oprócz 36 armat, jedynie: 22 ckm, 29 rkm, 265 kb, 41 kbk, 7 granatników i 171 rewolwerów na stan 1891 żołnierzy. Więc, co 3 żołnierz posiadał broń strzelecką. W rejonie Colombey-les-Belles pułk wraz z macierzystą 2 Dywizją Strzelców Pieszych przebywał do 10 czerwca. 

## Działania bojowe
W tym dniu pułk został załadowany na transport kolejowy i przetransportowany w rejon Chatenois, Meroux, Challonvillars, Salbert. Nocą 11/12 czerwca pułk wykonał marsz w rejon Belfortu i od dnia 12 czerwca wszedł w ramach 2 DSP w skład francuskiej 8 Armii, został przydzielony do XLV. 2 Dywizja Strzelców Pieszych miała zadanie bronić doliny Belfortu. II dywizjon wspierał od 13 czerwca 6 pułk strzelców pieszych na odcinku podległemu dowódcy obrony północnego sektora Belfort. Gros 2 pal wspierał organizowaną obronę odcinka południowego. Dowództwo 2 pal zajęło stanowisko w miejscowości Raynans, I dywizjon zajął stanowiska w rejonie St. Julien, III dywizjon Baviliers. 16 czerwca lotnictwo niemieckie bombardowało punkty obserwacyjne 2 i 3 baterii, stanowiska ogniowe 3 baterii, zaprzęgi 1 baterii. II dywizjon miał zbombardowane działa i kolumnę zaopatrzenia, nie uniknął bombardowania również III dywizjon w marszu i na postoju w lesie. Tego dnia pod bombami znalazła się 10 bateria artylerii przeciwpancernej. Nocą 16/17 czerwca 1940 roku pułk podjął wraz z całą dywizją marsz w kierunku Besançon. 18 czerwca dywizja zajęła dwa odcinki obrony na wzgórzach Clos du Doubs. Na odcinku południowym 4 psp wspierało zgrupowanie artylerii ppłk K. Redera dowódcy 2 pal z I i III dywizjonem. Na odcinku północnym 6 psp wsparty był zgrupowaniem ppłk E. Maliszewskiego z II dywizjonem. Z uwagi na odłączenie od dywizji części pododdziałów przeciwpancernych po jednej baterii z każdego dywizjonu przeznaczono do obrony ppanc. Od 13.30 I dywizjon włączył się do walk obronnych o miasto Maiche, wycofując pod naporem nieprzyjaciela punkt obserwacyjny z miejscowości. 19 czerwca ogniem na wprost 7 bateria broniła miejscowości Damprichard, 5 bateria broniła St. Hippolyte. W tym dniu każda z baterii pułku wystrzelała ok. 700 granatów. Ostatnie salwy w kierunku wrogich pozycji w Damprichard wykonał I dywizjon.  Dowództwo 2 pal wraz z pozostałościami I i III dywizjonu przekroczyli granicę ze Szwajcarią przez przejście graniczne Goumois pomiędzy północą, a godz. 2 dnia 20 czerwca. II dywizjon przejście graniczne w Bremoncourt pomiędzy 23.00 19 czerwca, a 1.30 20 czerwca 1940 roku. Pułk po zdaniu broni i amunicji został internowany na terenie Szwajcarii. Granicę szwajcarską przekroczyło 1674 żołnierzy, którzy posiadali 33 armaty 75 mm, 3 armaty ppanc 47 mm, 1 armata 39 mm oraz 23 ckm, 30 rkm, 614 kb i 43 kbk, 8 garłaczy i 192 rewolwery i pistolety. Więcej broni strzeleckiej niż pułk otrzymał, gdyż część podniesiono jako porzuconej przez żołnierzy francuskich. Poległo, zaginęło i dostało się do niewoli 217 żołnierzy. Za udział w kampanii odznaczonych zostało Krzyżem Srebrnym VM kl V 3 żołnierzy, Krzyżem Walecznych 90 żołnierzy, Croix de Guerre 35 żołnierzy. 

## Organizacja i obsada personalna
Dowództwo
- dowódcy pułku:

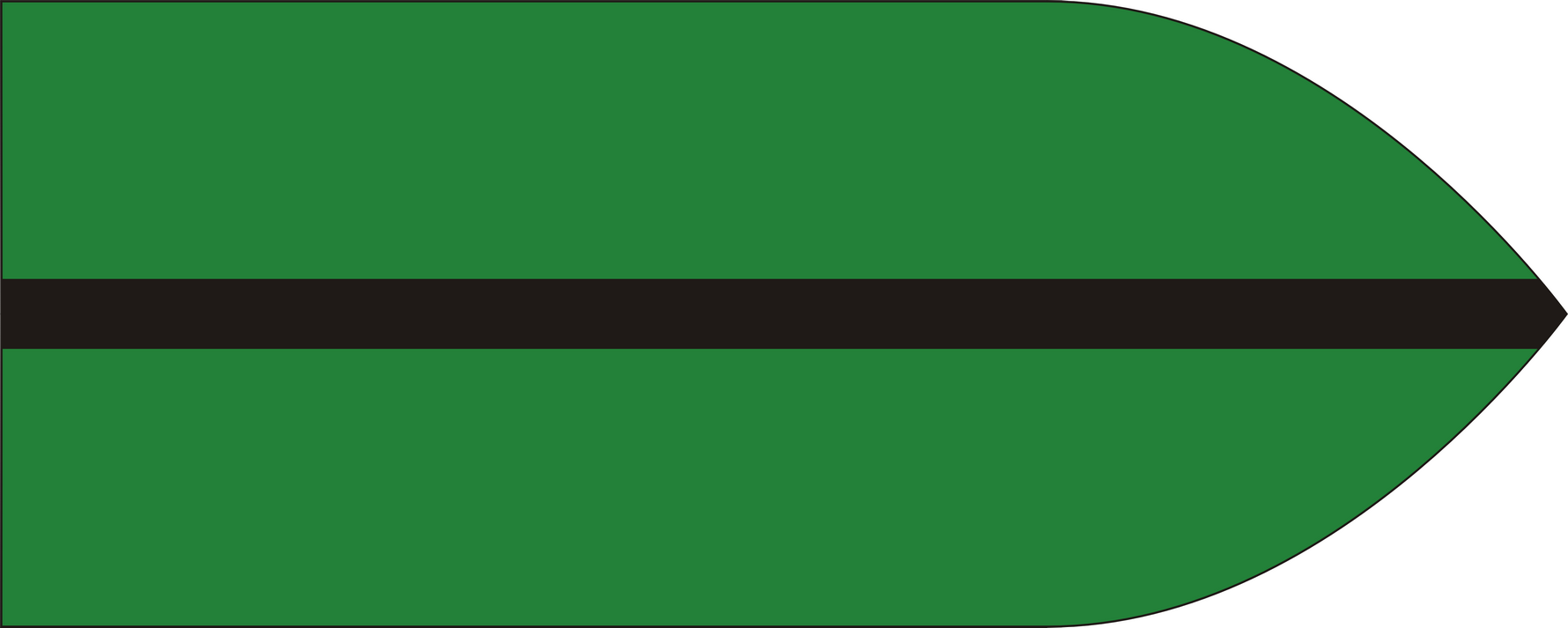
Barwy pułku

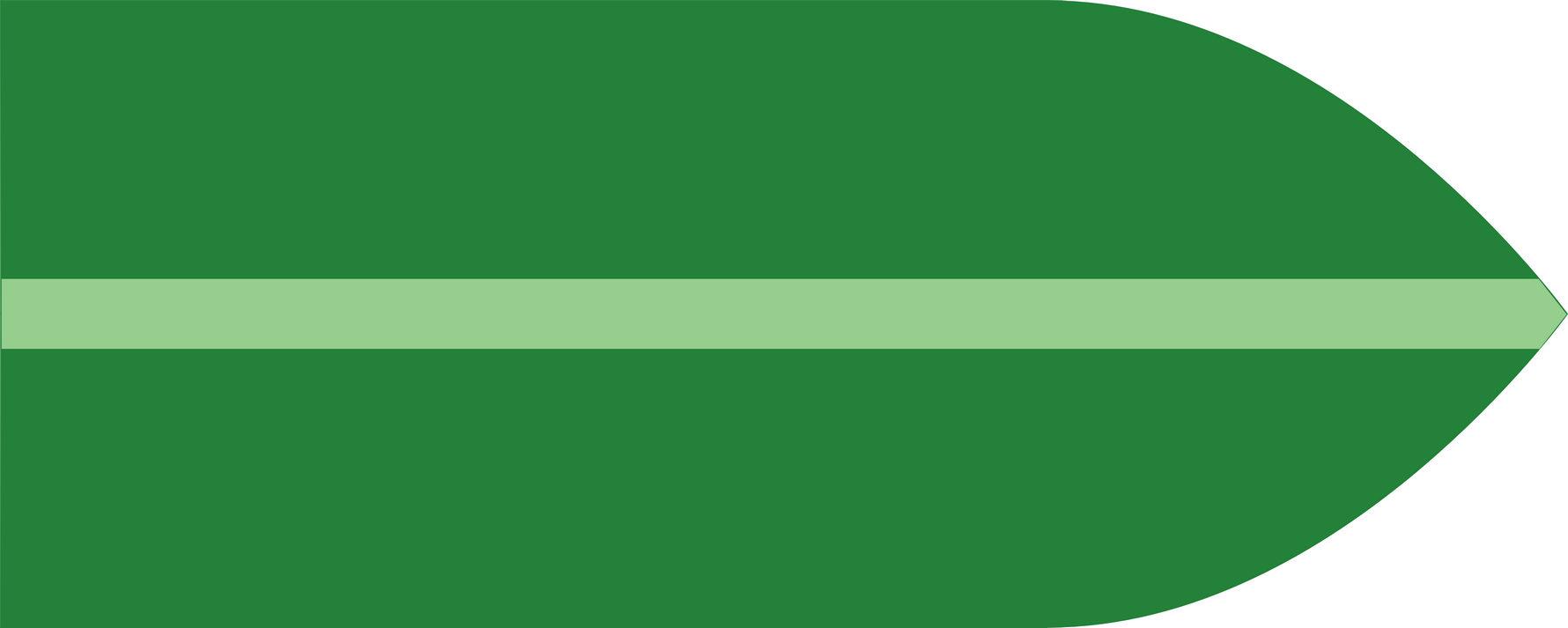
Barwy 10 baterii ppanc pułku

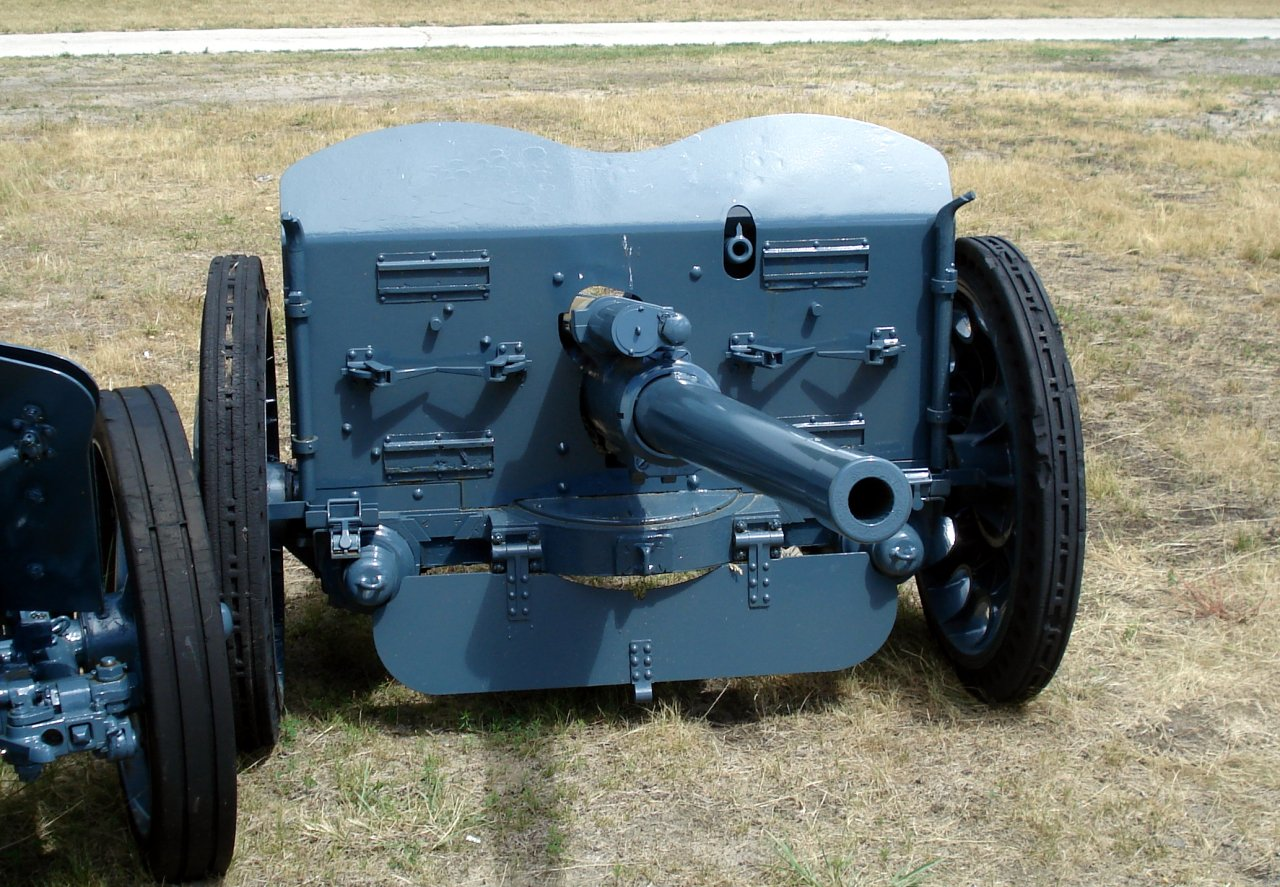
Canon de 47 antichar SA mle 1937

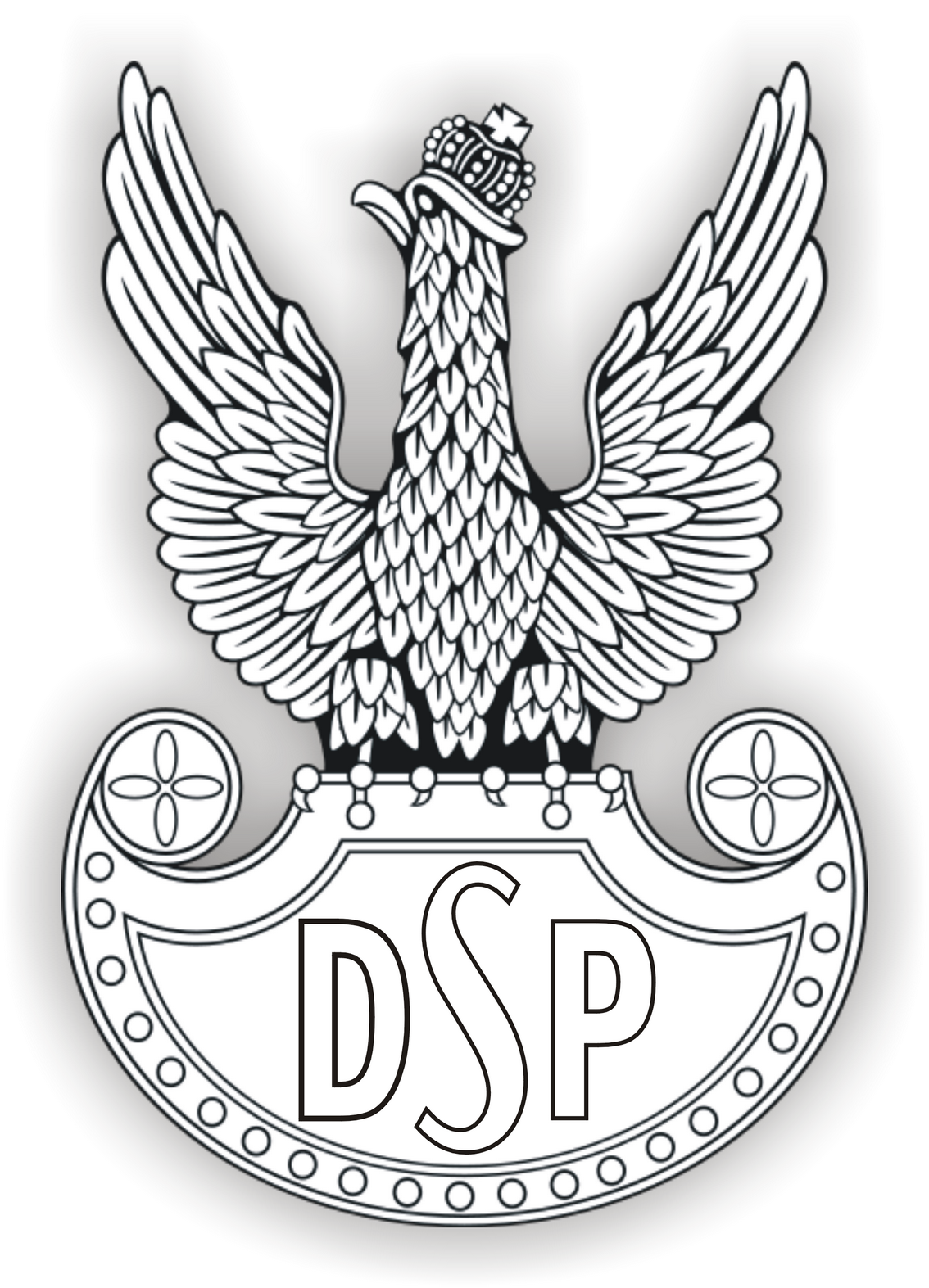
Orzełek Dywizji

  - ppłk dypl. Kazimierz Kuś (do 24 maja)
  - ppłk Klaudiusz Reder[1]
- szef sztabu – mjr dypl. Zbigniew Semilski
- oficer łącznikowy – por. Jan Tomaszewski
- oficer obserwacyjny – por. rez. Jan Anioła
- oficer łączności – kpt. Kazimierz Górecki
- oficer radio – ppor. Władysław Nowiński
- pluton topograficzny – ppor. Edward Krupowicz
- kapelan – kpl. ks. Leon Bemke

I dywizjon
- dowódca – mjr dypl. Kazimierz Napieralski[1]
- zastępca dowódcy – kpt. dypl. Roman Kosiński
  - 1 bateria – kpt. Henryk Boroń
  - oficer ogniowy – por. Andrzej Grocholski
  - 2 bateria – kpt. Stanisław Płotkowiak
  - oficer ogniowy – ppor. Jan Ryczek
  - 3 bateria – kpt. Władysław Bieliński
  - oficer ogniowy – por. Czesław Machowski
- kolumna zaopatrzenia – kpt. Stanisław Jarzębiński
- tabor bojowy – ppor. Romuald Obertowicz
- tabor ciężki – por. Marian Pitka

II dywizjon
- dowódca – mjr Antoni Zdrojewski[1]
- zastępca dowódcy – kpt. Mieczysław Szczawiński (następnie dowódca II/2 pal)
  - 4 bateria – kpt. Józef Jan Korabiowski
  - oficer ogniowy – por. Mieczysław Sebastian
  - dowódca 1 plutonu – ppor. Stanisław Serafin
  - I działon – kpr. Biliński
  - II działon – kpr. Zagrodnik
  - dowódca 2 plutonu – pchor. Tadeusz Blewąski
  - III działon – kpr. Wyrozumski
  - IV działon – bomb. Narcyz Stulich
  - 5 bateria – por. Tadeusz Prus – Studziński
  - oficer ogniowy – por. Tomasz Małynicz
  - 6 bateria – kpt. Franciszek Brzeziński
  - oficer ogniowy – ppor. Przedrzymirski – Krukowicz Henryk
- kolumna zaopatrzenia – kpt. Tadeusz Szymański
- tabor bojowy – ppor. Paweł Dąbrowski
- tabor ciężki – ppor. Tadeusz Ulatowski

III dywizjon
- dowódca – mjr Stanisław Szczerbicki[1]
- zastępca dowódcy – kpt. Leon Syski
  - 7 bateria – kpt. dypl. Zygmunt Chojnowski
  - oficer ogniowy – Jerzy Huss
  - 8 bateria – kpt. Feliks Małuski
  - oficer ogniowy – por. Józef Albrecht
  - 9 bateria – por. Władysław Pindelski
  - oficer ogniowy – por. Adolf Wośko
- kolumna zaopatrzenia – por. Antoni Prokop
- tabor bojowy – ppor. Jan Cybulski
- tabor ciężki – por. Władysław Kiok

10 bateria przeciwpancerna
- dowódca – ppor. Jan Nepomucen Psarski (do 23 III 1940)
- dowódca – kpt. Oswald Szczepkowski[1] (od 23 III 1940)
  - I pluton – ppor. Jan Nepomucen Psarski
  - II pluton – ppor. Franciszek Kowalewski
  - III pluton – ppor. Janusz Nowaczyński
  - IV pluton – ppor. Roman Czarnecki

Pułk liczył:
- oficerów – 79
- podoficerów – 282
- szeregowych – 1740

Na uzbrojeniu posiadał:
- 75 mm armaty wz. 1897 – 36
- 47 mm armaty przeciwpancerne wz. 1939 – 8

ponadto posiadał 1725 konie

## Internowanie w Szwajcarii
Po 20 czerwca 1940 granicę francusko-szwajcarską przekroczyło 1674 żołnierzy pułku. Posiadali oni 33 armaty 75 mm, 3 działka 47 mm, 1 działko 39 mm, 23 ckm i broń osobistą. Początkowo Szwajcarzy, podobnie jak i Francuzi, traktowali 2 pułk artylerii lekkiej jako część francuskiego 45 Korpusu. W związku z tym, że Francja zawarła z Niemcami rozejm, a Polska w dalszym ciągu pozostawała w stanie wojny z tym krajem, w terminie późniejszym formalnie wyłączono Polaków z armii francuskiej. W pierwszych miesiącach internowania rejonem zakwaterowania pułku były miejscowości Pfaffnau i Melchnau w kantonie berneńskim. Od wiosny 1941 władze szwajcarskie zrezygnowały z komasowania internowanych w wielkich obozach. Na terytorium Szwajcarii zorganizowano osiem zgrupowań obozów. Żołnierze byli w większości kierowani do prac na rzecz gospodarki szwajcarskiej. Początkowo pracowali przy budowie umocnień polowych dla armii szwajcarskiej, a później dróg o znaczeniu wojskowym. Brali też udział w pracach rolnych. Realizując decyzję Naczelnego Wodza z 17 sierpnia 1944 przystąpiono do tajnej ewakuacji ze Szwajcarii m.in. żołnierzy pułku. Mimo trudności do 1 maja 1945 udało się wyewakuować około 400 oficerów i żołnierzy 2 pal. Do jednostek polskich w Wielkiej Brytanii trafiło w tym czasie ponad 200 oficerów i żołnierzy, a do Włoch około 50. Po kapitulacji Niemiec władze szwajcarskie przekazały żołnierzy polskich, zgodnie z prawem międzynarodowym, dowódcom polskim. Wyraziły też zgodę i umożliwiły natychmiastowy ich przewóz transportami kolejowymi na terytorium Francji, gdzie byli demobilizowani. Pozostali zdemobilizowali się całkowicie. Z pozostałych żołnierzy 2 pal po zakończeniu działań wojennych, 350 powróciło do Francji, część wyemigrowała do różnych krajów świata, duża grupa pod koniec 1945 roku powróciła do kraju, a kilkudziesięciu osiedliło się w Szwajcarii.
W Szwajcarii, Stefan Hatt do melodii „daleka jest droga do Tipperary” (ang. It’s a Long Way to Tipperary) napisał marsz pułku zaczynający się od słów:

Niech brzmi dziś pieśń potężna,
Niech zwycięstwa brzmi śpiew.
Naszej Polski siła orężna
Już wolności niesie zew.
Witaj wolna Warszawo,
Witaj grodzie nasz!
My walczymy o twe święte prawo,
My chwały twej straż.
Twój drugi pułk artylerii,
Pod twym znakiem prze w bój (...)